# La Vallée (film, 2014)
Pour les articles homonymes, voir La Vallée (homonymie).
Pour plus de détails, voir Fiche technique et Distribution.
La Vallée (en arabe : الوادي ; Al-Wadi) est un film dramatique libano-germano-franco-qatari sorti en 2014, écrit et réalisé par Ghassan Salhab. Il a été projeté au Festival international du film de Toronto 2014 et est sorti en France en 2016.

## Distribution
- Carole Abboud : Carole
- Fadi Abi Samra : Marwan
- Aouni Kawas : Hikmat
- Carlos Chahine : l'homme accidenté
- Rodrigue Sleiman : un homme armé
- Ahmad Ghossein : un homme armé
- Mounzer Baalbaki : Ali
- Yumna Marwan : Maria